# Saturnispora saitoi
Saturnispora saitoi är en svampart som först beskrevs av K. Kodama, Kyono & S. Kodama, och fick sitt nu gällande namn av Z.W. Liu & Kurtzman 1991. Saturnispora saitoi ingår i släktet Saturnispora och familjen Pichiaceae.   Inga underarter finns listade i Catalogue of Life.